# Laughing Cavalier
Laughing Cavalier was een album van de Belgische band Wallace Collection, opgenomen in Abbey Road Studios in Londen en  uitgebracht in 1969.
De single "Daydream" werd een hit in 21 landen, en stond op nummer éen in België.